# Pieter Serry
Pieter Serry (født 21. november 1988 i Aalter) er en professionel cykelrytter fra Belgien, der er på kontrakt hos World Tour-holdet Soudal Quick-Step.
Han begyndte sin professionelle karriere i 2011 hos Topsport Vlaanderen-Mercator. I 2013 skiftede han til World Tour-holdet Omega Pharma-Quick Step, hvor han har kørt siden. Det er aldrig blevet til en sejr i et UCI-løb, da hans primære rolle på holdet er som hjælperytter.